# Білокриницький палац
Білокриницький палац — пам'ятка архітектури місцевого значення в селі Білокриниця (Кременецький район, Тернопільська область). Зараз у приміщенні палацу розташований Кременецький лісотехнічний коледж.

## Архітектура
Палац споруджено у англо-готичному стилі, з елемантами ренесансу. На готичний стиль вказують 2 вежі із невеликими зубцями по кутах та унікальне неоготична в'їзна брама. Інтер'єр від  палацу мало зберігся, але в коридорах можна побачити готичні арки.
На сьогодні збереглись фрагменти рову навколо замку.
Поруч із палацом розташований Білокриницький дендропарк.

## Історія

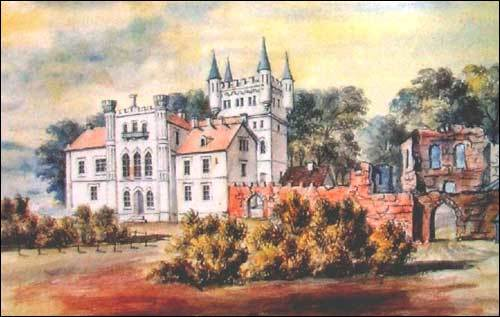
Палац із руїнами старого замку на малюнку Наполеона Орди

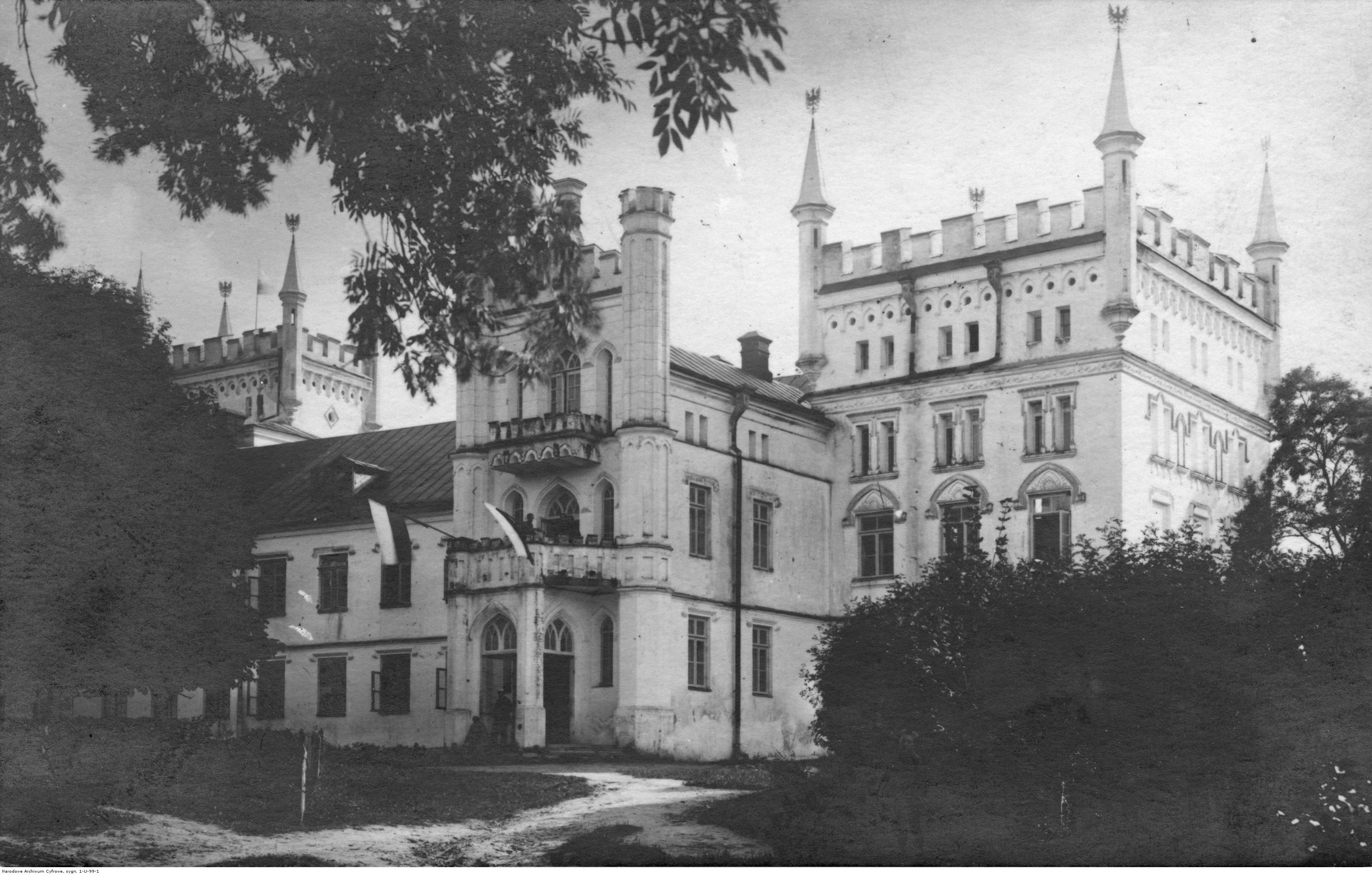
Білокриницький палац, 1921

Паспорт дендропарку

Перша згадка про Білокриницю — 1438 рік. Тоді ці землі належали до володінь Кременецького замку. З другої половини XVI століття Білокриниця переходить у власність князів Збаразьких, які зводять тут мурований замок. Хоча замок був укріпленим, його в 1603 році руйнують татари. Через три роки замок відбудовують. У 1617 році замок відвідує польський королевич Владислав.
У 1631 році, після смерті Юрія Збаразького, Білокриниця переходить до Вишневецьких. У 1705 році тут побував гетьман України Іван Мазепа.
У 1725 після шлюбу Уршулі-Францішки Вишневецької із Михайлом-Казимиром «Рибонькою» Радзівілом, замок переходить до роду Радзівілів. Новий власник мало дбав про фортецю, і замок потрохи занепадає. У 1806 році Радзівіли продають Білокриницю з околицями шляхтичу Колонна-Чосновському. Чосновський відновив споруду, але пожежа знищує фортецю. Більше 30 років замок був зруйнований.
У середині XIX століття нащадок Чосновського споруджує на замкових руїнах новий палац в англо-готичному стилі. Через велику вартість споруди, Чосновський збанкрутував, а в 1866 році садибу й прилеглі землі, близько 4500 десятин, купує на аукціоні Олександр Воронін, родом з Курської губернії, за 27000 рублів. Воронін вирішує заснувати господарство у приміщенні палацу, чим покращує економічну ситуацію Білокриниці. Поміщик помирає в 1890 році й згідно зі своїм заповітом похований на подвір'ї палацу. Також Воронін заповідає маєток та 180 тис. рублів скарбниці, але за умови відкриття в палаці сільськогосподарського навчального закладу для селянських дітей. У 1892 році в палаці  відкривається Білокриницька трирічна рільнича школа. Опісля смерті Вороніна споруда не змінювалась.
Після радянсько-польської війни Білокриниця належала Польщі. Тут відкриті агрономічна та лісова школа, що були підрозділами Кременецького ліцею. За радянської влади діяв лісотехнічний технікум, нині — Кременецький державний лісотехнічний коледж. Разом із парком, гуртожитками та господарськими спорудами територія коледжу займає близько 32 гектарів. У приміщенні палацу влаштований невеликий музей.
Серед відомих людей, що навчались у приміщенні палацу були академік Ігор Юхновський, американський учений українського походження Олександр Грановський, архієпископ Австралії та Нової Зеландії Володимир Дідовий.

## Галерея

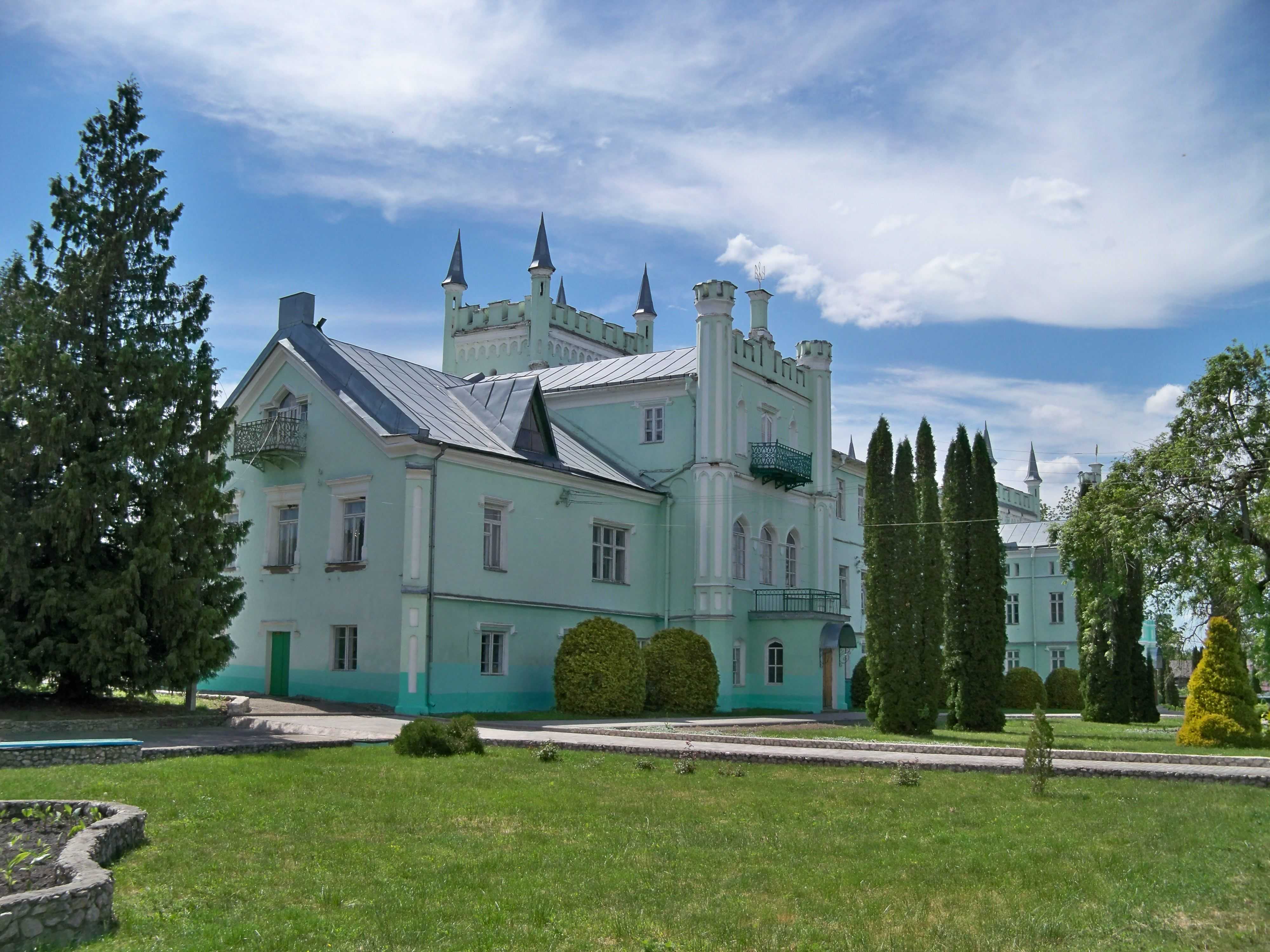
Загальний вигляд
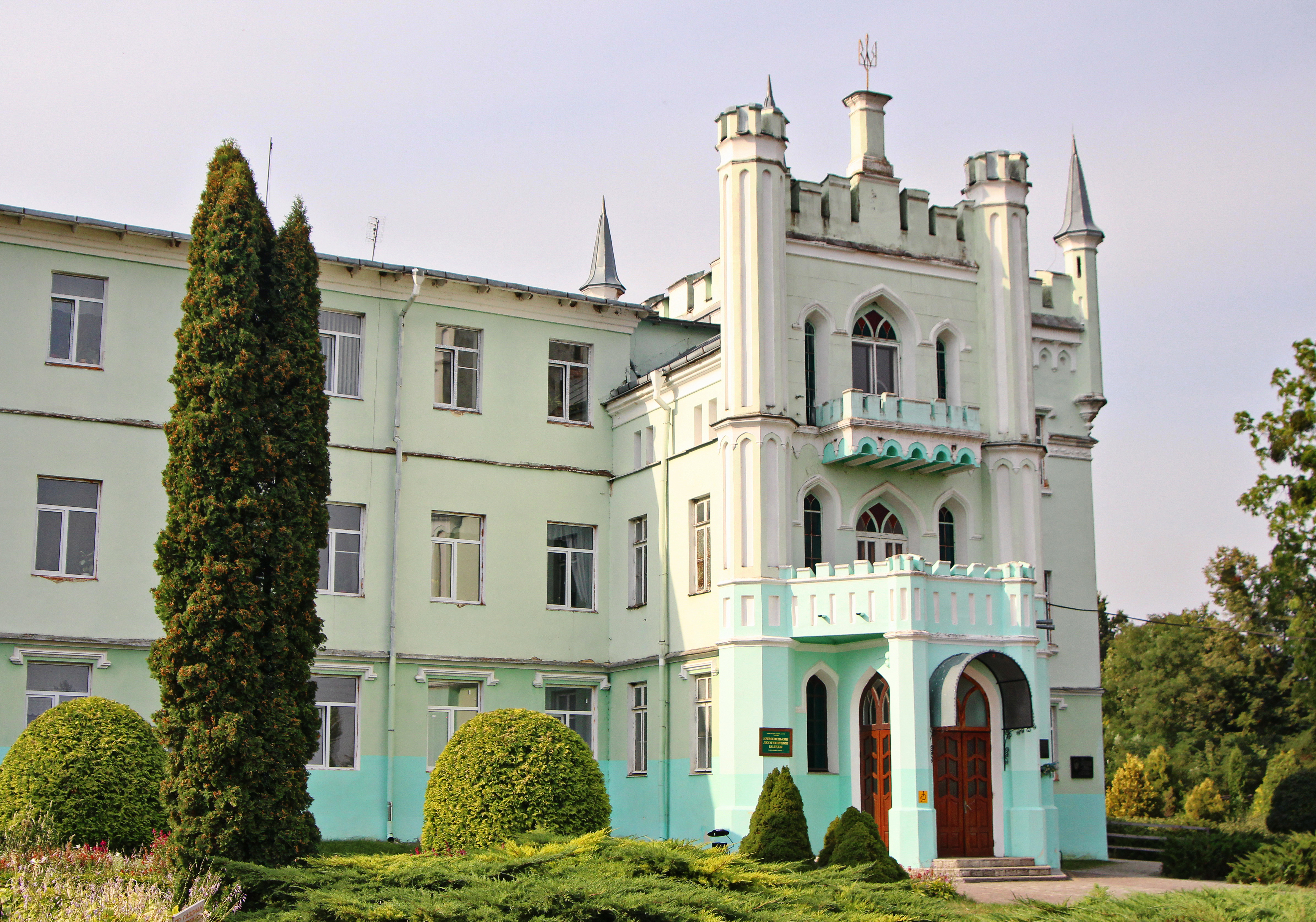
Головний вхід
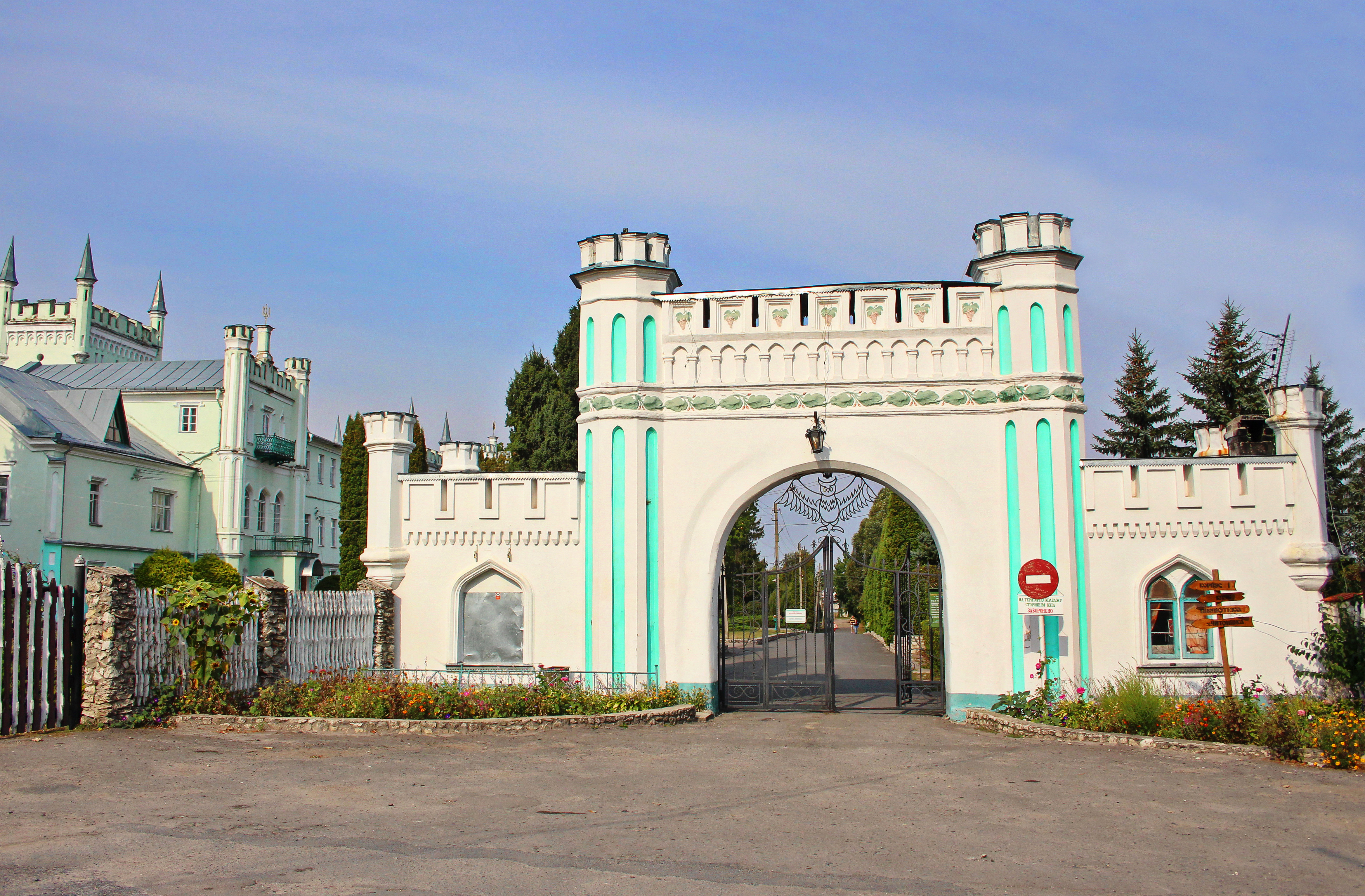
Брама
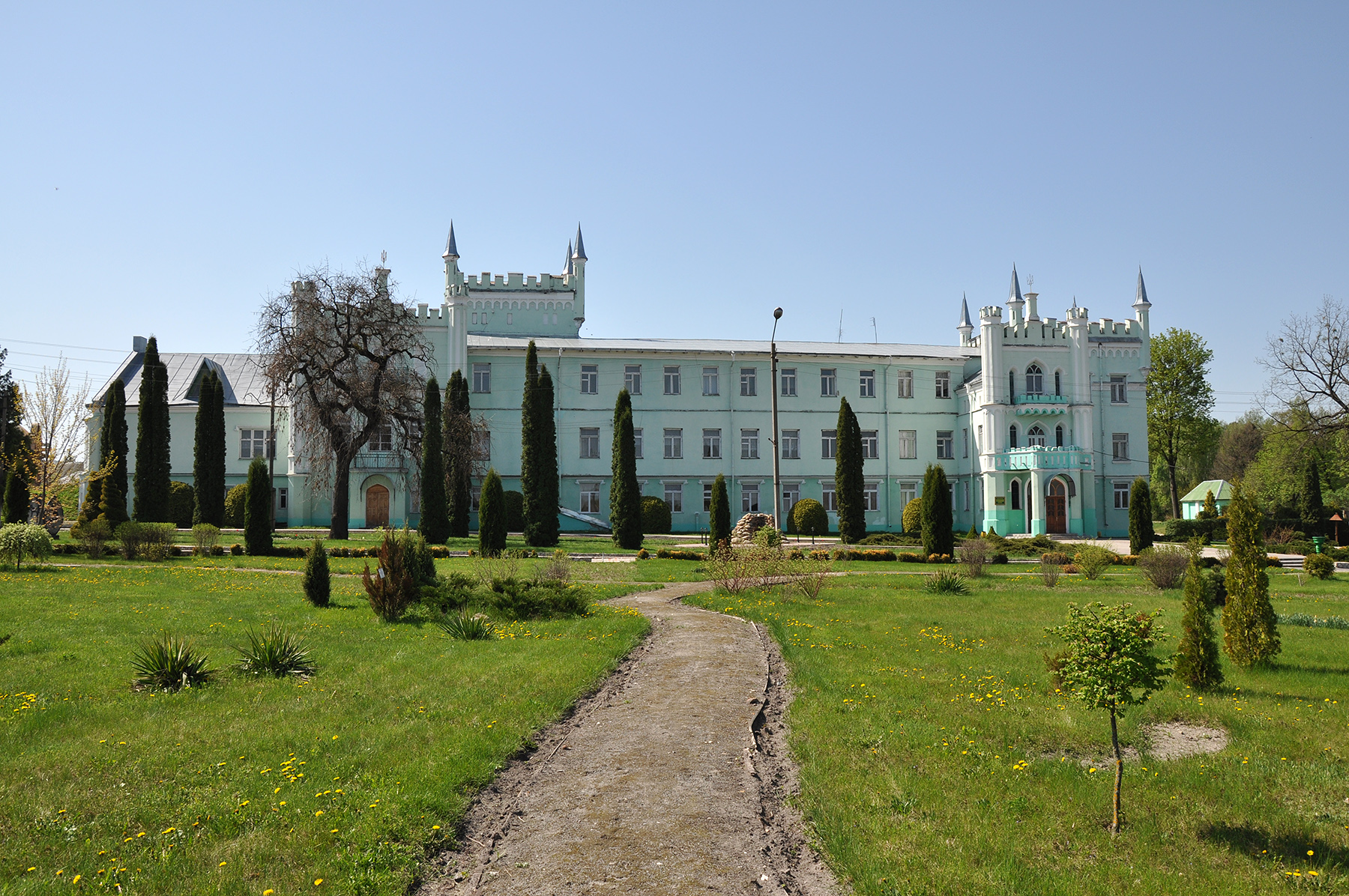
Білокриницький палац, весна
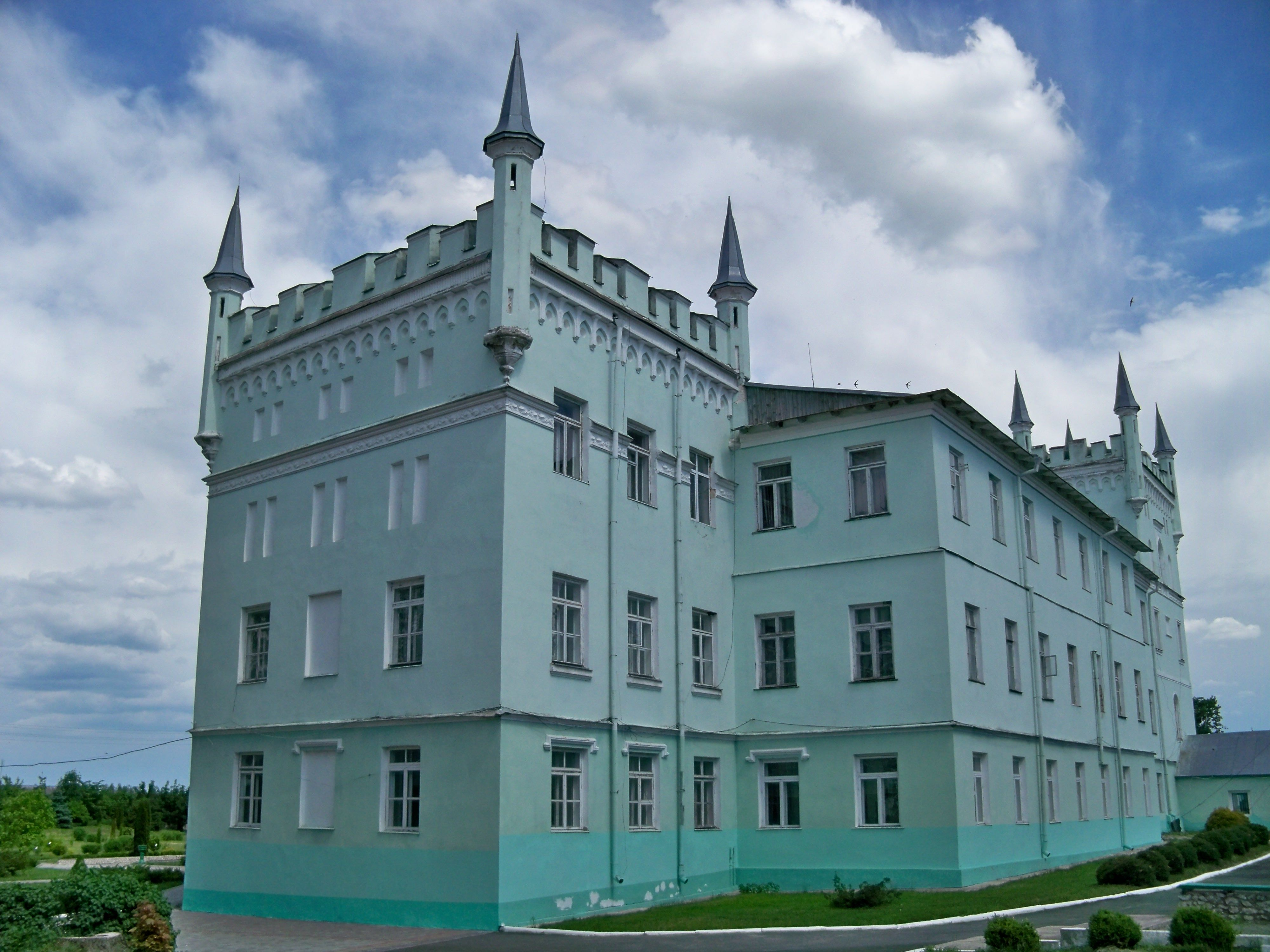
Білокриницький палац
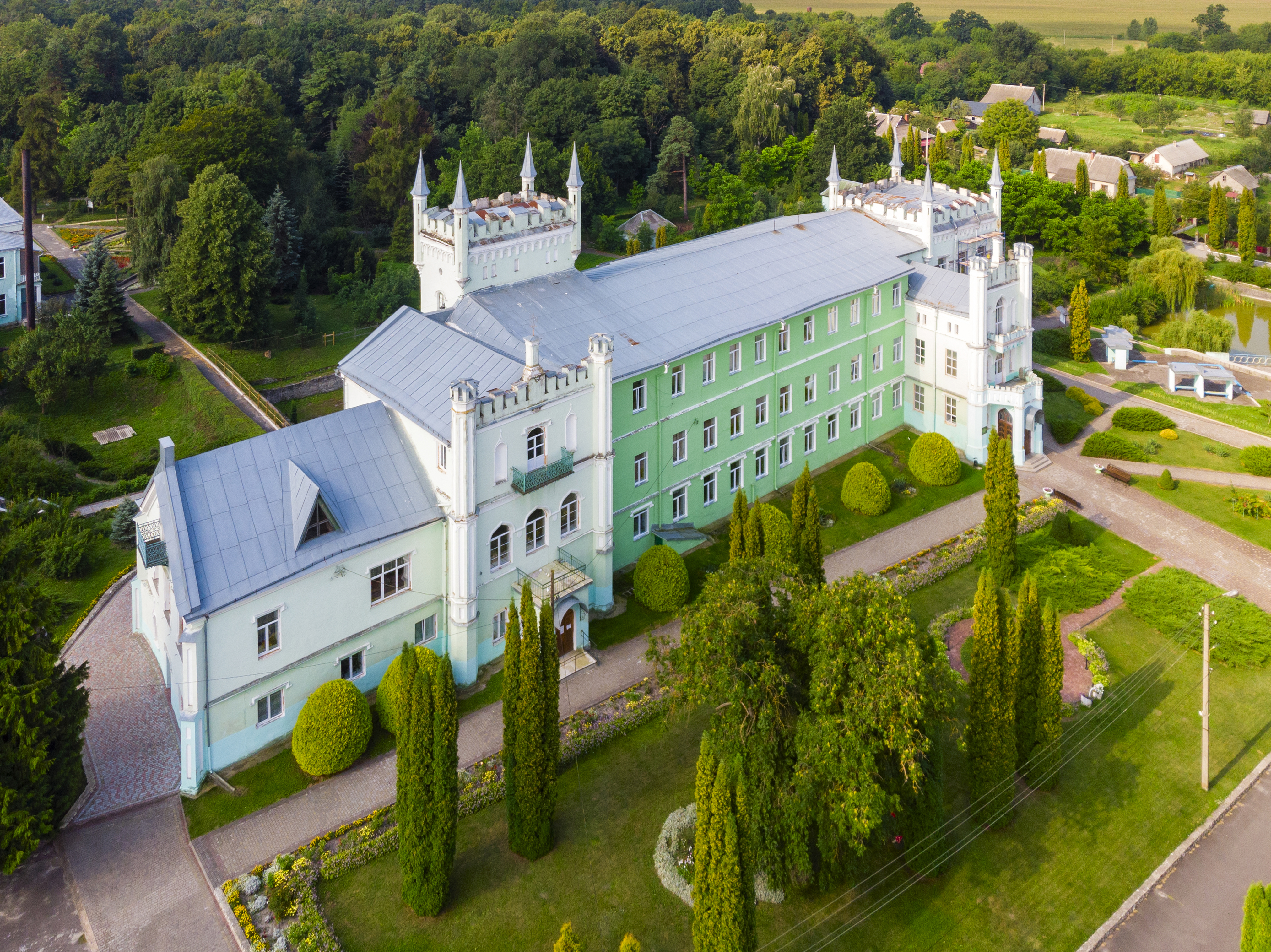
Вид на палац з повітря